# Astigi
Astigi es una antigua ciudad romana situada en el actual término municipal de Écija (Sevilla), en la comunidad autónoma de Andalucía, España.

## Historia
La ciudad romana fue fundada por Augusto en el año 14 a. C., en un hábitat indígena de la Turdetania junto al río Genil (antiguo Singilis), ostentando el rango de colonia como Colonia Augusta Firma Astigi. Sus ciudadanos quedaron adscritos a la gens Papiria.
Plinio en su Historia natural describe que en la Bética había cuatro circunscripciones o conventos jurídicos: Gaditanus, Cordubensis, Astigitanus e Hispalensis con 175 núcleos (oppida), de los cuales, nueve son colonias. Astigi fue la capital del conventus Astigitanus.
Además de su importante papel como nudo de comunicaciones sobre la Vía Augusta, donde aparece en el Itinerario de Antonino y en los vasos de Vicarello, su principal riqueza fue la producción y distribución de aceite de oliva. Se conoce su existencia a través de las numerosas ánforas de aceite donde el nombre de Astigi como ciudad de control del comercio oleícola, se ha podido recuperar en diferentes partes de Europa (Roma (Monte Testaccio), en la zona oriental de las Galias, en el Rin, o Britannia), e incluso África (Volubilis).
Sobre todo con este comercio, la ciudad se fue monumentalizando sobre un trazado reticular urbanísticamente romano, con vías de comunicaciones, edificios públicos administrativos y templos, basílica, anfiteatro, estanque, domus de calidad, con mosaicos que están continuamente saliendo a la luz, sobre todo del siglo II que fue cuando alcanzaría su mayor esplendor. Su declive comenzaría a partir de la segunda mitad del siglo III.
El cristianismo llegó en el periodo romano, constituyéndose en esta ciudad una diócesis. Consta que hay obispos al menos desde el año 300, varios de los cuales participaron en los Concilios de Toledo. De ellos destaca San Fulgencio. También se debe citar a Santa Florentina, hermana de San Fulgencio, que entró en el monasterio de Santa María del Valle, llegando pronto a ser su superiora. Fundó otros monasterios en la comarca.